# Christoph Marquard Ed
Christoph Marquard Ed (* 20. Januar 1809 in Rendsburg; † 9. April 1885 in Lübeck) war Buchdrucker, Verleger, Schriftsteller und Mitglied des Deutschen Reichstags.

## Leben
Nach seiner Lehre zum Buchdrucker bei der Druckerei Meißner in Hamburg war er als Korrespondent für die Augsburger Allgemeine und die Cottaischen Morgenblätter tätig. Des Weiteren schrieb er Novellen unter dem Pseudonym Stallknecht.
Mit den Hamburger Literaturgrößen Karl Gutzkow, Amalia Schoppe und Friedrich Hebbel war er befreundet.
Christoph Marquard Ed war Nachkomme der einst aus Schweden geflohenen Familie von Edmann. Er war ein Sohn von Karl Ed und Cristine Auguste geborene Wittkoff. Die Familie lebte in Altona und als Christoph 6 Jahre alt war, verstarb sein Vater. 1825 begann er in Hamburg eine Buchdruckerlehre, als solcher war er in der Folge bis 1842 tätig. 1842 kaufte er die Druckerei und die Konzession des Bergedorfer Boten (ab 1843 Bergedorfer Wochenblatt und Eisenbahn-Zeitung) und zog nach Bergedorf. Ed war Mitbegründer des Bergedorfer Bürgervereins und dessen erster Vorsitzender.
Bereits 1835 hatte er Friederike Amalie Pauline Seltzam geheiratet, mit der er vier Töchter hatte, u. a. die Schriftstellerin Ida Boy-Ed. 1865 zog die Familie und die Zeitung nach Lübeck. Er unternahm umfangreiche Reisen nach Ägypten und worüber er unter seinem Pseudonym in seiner Zeitung berichtete.
1880 wurde er in einer Nachwahl für den ausgeschiedenen Abgeordneten Karl Peter Klügmann Mitglied des Deutschen Reichstags für den Reichstagswahlkreis Hansestadt Lübeck und die Deutsche Fortschrittspartei. Bereits 1881 schied er wieder aus dem Reichstag aus.